# MachineGames
MachineGames Sweden AB – szwedzki producent gier komputerowych z siedzibą w Uppsali. Studio zostało założone w 2009 roku przez byłych pracowników Starbreeze Studios i twórców Kronik Riddicka: Ucieczki z Butcher Bay i The Darkness – Fredrika Ljungdahla, Jerka Gustafssona, Jensa Matthiesa, Jima Kjellina, Kjella Emanuelssona, Magnusa Högdahla i Michaela Wynnego.
W listopadzie 2010 roku firma została nabyta przez ZeniMax Media, właściciela studia Bethesda Softworks, posiadającego prawa do marek stworzonych przez id Software. W porozumieniu z Bethesdą MachineGames otrzymało prawa do stworzenia gry osadzonej w uniwersum Wolfenstein, opierającej się na stworzonym przez id Software silniku graficznym id Tech 5. W 2014 roku ukazała się wyprodukowana przez MachineGames gra Wolfenstein: The New Order, a w 2015 jej prequel – Wolfenstein: The Old Blood. W 2017 wydano kolejną stworzoną przez MachineGames część serii – Wolfenstein II: The New Colossus.